# Atherigona neorientalis
Atherigona neorientalis är en tvåvingeart som beskrevs av Preeti Srivastava 1985. Atherigona neorientalis ingår i släktet Atherigona och familjen husflugor. Inga underarter finns listade i Catalogue of Life.